# ジメチルツボクラリン
ジメチルツボクラリン塩化物（Dimethyltubocurarine chloride（INN）; メトクリン塩化物（metocurine chloride（USAN））としても知られる）は、筋弛緩薬として使用される非脱分極性ニコチン性アセチルコリン受容体拮抗薬である。